# Antonio Colmenero de Ledesma

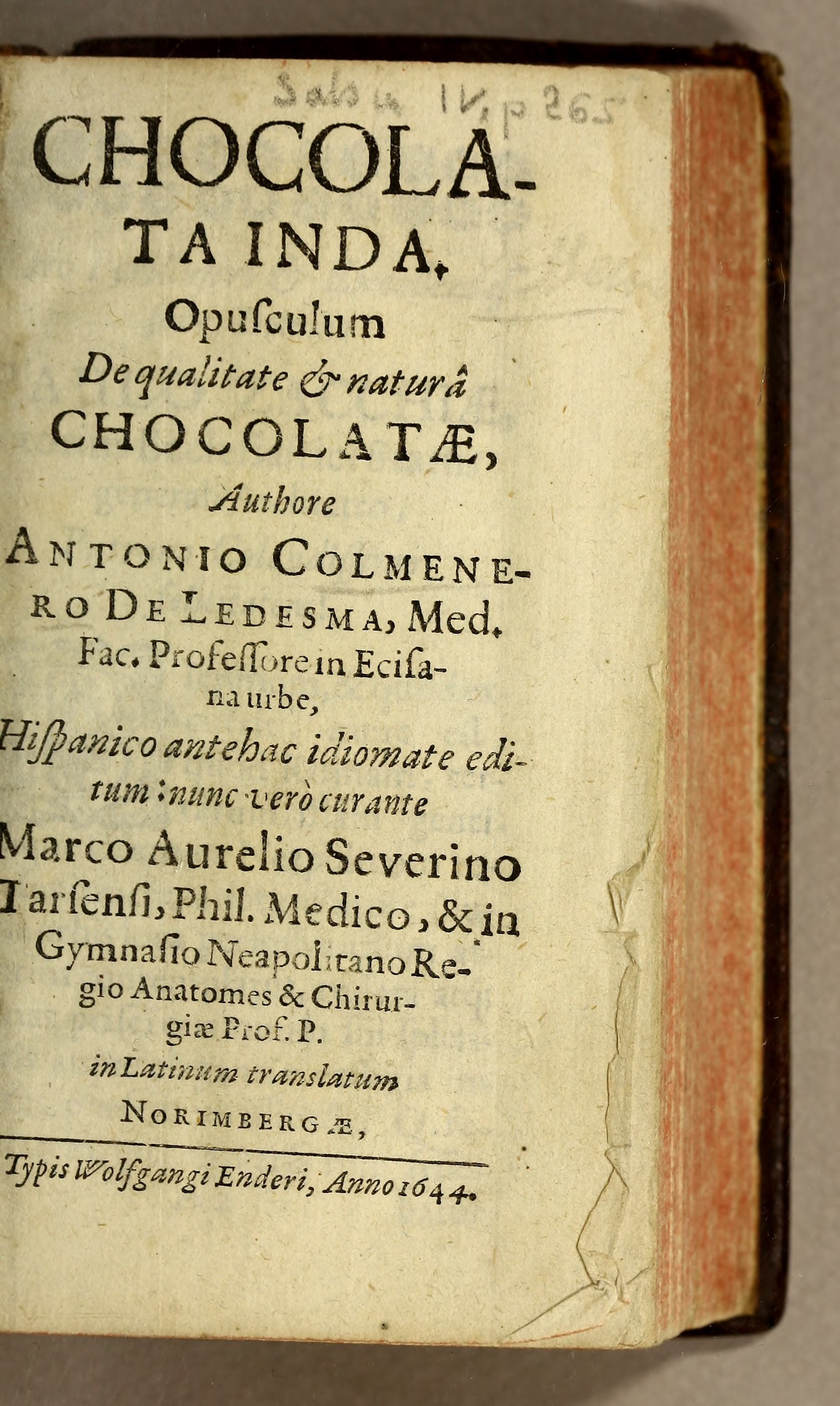
Portada de Chocolata Inda (Núremberg, 1644)

Antonio Colmenero de Ledesma fue un médico y cirujano de origen andaluz (Écija) de finales del siglo XVII. Es conocido por haber publicado diversas obras de materia médica (Apologia chirurgica), además de en 1631 uno de los primeros tratados del chocolate en español, Curioso tratado de la naturaleza y calidad del Chocolate (Madrid, 1631). Otra obra famosa de Colmenero de Ledesma es su Chocolata Inda: Opusculum de qualitate et natura Chocolatae (Núremberg, 1644). La publicación del libro fue una de las primeras ocasiones en las que se describe la receta como una bebida caliente. En su tratado destaca el uso de la bebida para usos medicinales, pero ya en aquella época era una bebida muy popular, aunque sometida a un fuerte debate tal y como lo muestra la obra de Antonio de León Pinelo (relator del Consejo de Indias). Posteriormente su obra (de pequeño formato) fue traducida a diversos idiomas europeos, propagando la receta del chocolate a diversos países.